# Nino Ciccione
Giovanni Ciccione (Oneglia, 30 agosto 1893 – Genova, 15 aprile 1918) è stato un calciatore e militare italiano caduto nella prima guerra mondiale.
Prima della partenza per il fronte era portiere del Genoa.
Partito per il fronte all'età di 22 anni, fu ferito sul monte Rosso, nella zona del Monte Nero, un trauma i cui postumi ne avrebbero poi causato la morte tre anni dopo.

## Biografia
Giovanni Simone Francesco Paolo Ciccione, noto come Nino, nacque il 30 agosto 1893 a Oneglia, in Liguria, da Damiano Ciccione, funzionario di dogana genovese e dall'onegliese Giovanna Belgrano. Fin da giovane, si trasferì a Genova dove iniziò a praticare il football (come veniva chiamato all'epoca il calcio), ricoprendo il ruolo di portiere. La sua abilità lo portò, nel 1908, a essere ingaggiato nelle giovanili del Genoa Cricket and Football Club, club suo coetaneo, nonché una delle squadre più antiche e prestigiose d’Italia.
La sua passione per il calcio divenne così grande che spesso trascurava gli studi, a dispetto dei rimproveri del padre. Nino trovava la sua felicità tra i pali, con le sue prestazioni che miglioravano di giorno in giorno, portandolo a eccellere tra i giovani talenti del Genoa.
Ciccione divenne presto una figura centrale nel panorama sportivo imperiese, impegnato nella promozione delle attività calcistiche e nella diffusione dello sport nella sua città natale. Fu descritto come un uomo di grande generosità e passione, molto amato e rispettato per il suo spirito di sacrificio e dedizione. Oltre ad essere un atleta, fu anche dirigente sportivo, contribuendo all'organizzazione delle attività calcistiche a Imperia.
Come Luigi Ferraris, un altro genoano illustre, Ciccione partecipò alla Prima Guerra Mondiale. Ciccione fu arruolato nel 41° Reggimento di Fanteria della Brigata "Modena", con il grado di caporale. Sebbene fosse inizialmente contrario alla guerra, in una lettera del 1917 dichiarò di essersi convinto che l'intervento dell'Italia fosse necessario per evitare gravi conseguenze. descrisse nelle sue lettere i sacrifici, la fatica e le privazioni quotidiane, ma anche i momenti di cameratismo e le difficoltà del conflitto, compresa la pioggia incessante e i pericoli delle battaglie. Partecipò a diverse azioni belliche sul fronte italiano, in particolare nelle operazioni militari sull'Altopiano del Carso. Uno degli episodi più significativi del suo servizio fu l'assalto al Monte Nero, un'importante azione offensiva contro le truppe austro-ungariche. Durante questo scontro, il 27 luglio 1915, Ciccione venne gravemente ferito alla testa da un colpo nemico. Trasportato d'urgenza dal campo di battaglia, fu ricoverato prima nell'ospedale della Croce Rossa Italiana a Crema, dove ricevette le prime cure. 
Le ferite riportate, però, erano talmente gravi che Ciccione fu riformato, esonerato dal servizio attivo a causa della sua incapacità fisica di continuare a combattere. Nonostante il suo ritiro dal fronte, le conseguenze delle lesioni lo perseguitarono fino alla morte. Ciccione trascorse quasi tre anni in ospedali militari, lottando contro le complicazioni delle sue ferite, fino al suo decesso, avvenuto il 15 aprile 1918 presso l'Ospedale Pammatone di Genova. La sua morte fu causata dai postumi delle ferite subite durante la guerra, rendendolo un simbolo di sacrificio per la patria.
Ciccione fu sepolto nel cimitero comunale di Genova, e la sua memoria venne onorata dalla comunità di Imperia, che nel 1959 decise di intitolargli il campo sportivo cittadino, riconoscendolo non solo come un grande sportivo ma anche come un eroe caduto per l'Italia.La partita inaugurale dello stadio Nino Ciccione fu giocata tra l’Imperia e il Genoa, la squadra a cui Nino era profondamente legato, in un tributo che univa sport e patriottismo.
Similmente a Nino Ciccione e al citato Luigi Ferraris, un altro illustre sportivo ligure fu ferito e morì sul Monte Nero. Si tratta di Alberto Picco, fondatore e giocatore dello Spezia Calcio. A Picco e Ferraris sono stati intitolati gli stadi cittadini di, rispettivamente, La Spezia e Genova.